# Portada/article juny 6

## El matrimoni Arnolfini
El matrimoni Arnolfini és un quadre del pintor flamenc Jan van Eyck datat el 1434. Representa el ric mercader Giovanni Arnolfini i la seva esposa Jeanne Cenami, establerts a la ciutat de Bruges (actualment a Bèlgica) entre 1420 i 1472, on van prosperar econòmicament. A dia d'avui, els historiadors de l'art discuteixen quina és la imatge que presenta el quadre; la tesi dominant durant molt de temps, introduïda per Erwin Panofsky en un assaig de 1934, sosté que la imatge correspon al casament de tots dos personatges; tanmateix, s'han proposat moltes altres interpretacions, i el consens actual és que la teoria de Panofsky és difícilment sostenible.
En qualsevol cas, la pintura és considerada com una de les obres més notables de van Eyck. La parella apareix dreta, a la seva cambra; l'espòs beneeix la seva dona, que li ofereix la seva mà dreta, mentre recolza l'esquerra en el seu ventre. El posat dels personatges resulta teatral i cerimoniós, pràcticament hieràtic; alguns especialistes veuen en aquestes actituds flegmàtiques una certa comicitat.